# Erzbistum Sorocaba
Das Erzbistum Sorocaba (lateinisch Archidioecesis Sorocabana, portugiesisch Arquidiocese de Sorocaba) ist eine in Brasilien gelegene römisch-katholische Erzdiözese mit Sitz in Sorocaba im Bundesstaat São Paulo.

## Geschichte
Papst Pius XI. gründete das Bistum Sorocaba am 4. Juli 1924  mit der Apostolischen Konstitution Ubi praesules aus Gebietsabtretungen der Bistümer Botucatu, Taubaté und des Erzbistums São Paulo, dem es auch als Suffragandiözese unterstellt wurde. Mit der Bulle Brasilienses fideles wurde es am 29. April 1992 zum Erzbistum erhoben.
Teile seines Territoriums verlor es zugunsten der Errichtung folgender Bistümer:
- 2. März 1968 an die Bistum Itapeva;
- 15. April 1998 an das Bistum Itapetininga.

## Territorium
Das Erzbistum Sorocaba umfasst die Gemeinden Sorocaba, Araçoiaba da Serra, Boituva, Cerquilho, Iperó, Jumirim, Piedade, Porto Feliz, Salto de Pirapora, Tapiraí, Tietê und Votorantim des Bundesstaates São Paulo.

## Ordinarien

### Bischöfe von Sorocaba
- José Carlos de Aguirre (4. Juli 1924 – 8. Januar 1973)
- José Melhado Campos (8. Januar 1973 – 20. März 1981)
- José Lambert Filho CSS (20. März 1981 – 29. April 1992)

### Erzbischöfe von Sorocaba
- José Lambert Filho CSS (29. April 1992 – 4. Mai 2005)
- Eduardo Benes de Sales Rodrigues (4. Mai 2005 – 28. Dezember 2016)
- Júlio Endi Akamine SAC (28. Dezember 2016 – 7. März 2025, dann Koadjutorerzbischof von Belém do Pará)
- Sedisvakanz (seit 7. März 2025)

## Statistik
| Jahr | Bevölkerung | Bevölkerung | Bevölkerung | Priester   | Priester           | Priester         | Priester               | Ständige Diakone | Ordensleute | Ordensleute | Pfarreien |
| Jahr | Katholiken  | Einwohner   | %           | Gesamtzahl | Diözesan- priester | Ordens- priester | Katholiken je Priester | Ständige Diakone | männlich    | weiblich    | Pfarreien |
| ---- | ----------- | ----------- | ----------- | ---------- | ------------------ | ---------------- | ---------------------- | ---------------- | ----------- | ----------- | --------- |
| 1950 | 453.000     | 455.000     | 99,6        | 46         | 18                 | 28               | 9.847                  |                  | 28          | 168         | 32        |
| 1966 | 650.000     | 800.000     | 81,3        | 96         | 54                 | 42               | 6.770                  |                  | 86          | 305         | 41        |
| 1967 | ?           | 656.916     | ?           | 67         | 42                 | 25               | ?                      |                  |             | 252         | 27        |
| 1976 | 450.000     | 500.000     | 90,0        | 75         | 36                 | 39               | 6.000                  | 12               | 44          | 180         | 38        |
| 1977 | 544.000     | 605.000     | 89,9        | 64         | 35                 | 29               | 8.500                  | 15               | 37          | 180         | 40        |
| 1990 | 636.000     | 775.000     | 82,1        | 69         | 45                 | 24               | 9.217                  | 16               | 31          | 174         | 42        |
| 2000 | 569.373     | 813.391     | 70,0        | 51         | 37                 | 14               | 11.164                 | 27               | 15          | 142         | 36        |
| 2004 | 654.789     | 935.414     | 70,0        | 56         | 42                 | 14               | 11.692                 | 39               | 19          | 147         | 42        |
| 2010 | 666.000     | 952.000     | 70,0        | 113        | 73                 | 40               | 5.893                  | 39               | 104         | 152         | 42        |
| 2014 | 766.792     | 1.095.418   | 70,0        | 99         | 69                 | 30               | 7.745                  | 41               | 83          | 138         | 55        |
| 2017 | 800.177     | 1.143.111   | 70,0        | 90         | 71                 | 19               | 8.890                  | 46               | 53          | 131         | 59        |